# 永乐镇 (百色市)
永乐镇，是中华人民共和国广西壮族自治区百色市右江区下辖的一个乡镇级行政单位。

## 行政区划
永乐镇下辖以下地区：
华润希望小镇社区、平塘村、西北乐村、三合村、南乐村、那务村、六马村、百练村和石平村。